# HMS W2
Pour les articles homonymes, voir W2.
Le HMS W2 est un sous-marin britannique de classe W construit pour la Royal Navy par Armstrong Whitworth. Sa quille est posée le 4 décembre 1913, il a été lancé le 15 février 1915 et mis en service le 9 mai 1915.

## Conception
La classe W est basée sur le dessin des navires français Schneider-Laubeuf. Seuls quatre sous-marins de classe W ont été construits entre 1913 et 1916. Les deux premiers bateaux ont pris 15 et 17 mois à construire, ce qui était à l'époque un exploit remarquable par rapport à d'autres périodes de construction. La classe W avait de très bonnes performances, avec un excellent contrôle de la plongée et des systèmes efficaces de ventilation et d'inondation. La classe W avait des problèmes d'habitabilité, mais à part cela, c'étaient de bons sous-marins.

## Engagements
Le W2 a servi pendant plus d’un an dans la Royal Navy, puis, avec ses trois navires-jumeaux (sister-ships), il a été acheté par la Regia Marina qui avait l’intention de renforcer sa composante sous-marine. 
Après la vente, il arrive en Italie en septembre 1916. Après une période de travaux intensifs, en septembre 1917, il est stationné à Brindisi, au sein de la 3e escadrille de sous-marins. Il fait une première mission offensive en direction de Kotor, et une mission défensive au large de Brindisi. En décembre 1917, il est envoyé à Vlorë, étant employé à la défense de ce port. En avril 1918, il est affecté à l’école d’hydrophonistes de Gallipoli. Désarmé à la fin de la guerre, il est radié en 1919 et démoli.